# John Van Antwerp Fine Jr.
John Van Antwerp Fine Jr (n. 9 septembrie 1939, Williamstown⁠(d), Massachusetts, SUA) este un istoric și autor american. Este profesor de istorie balcanică și bizantină la Universitatea din Michigan și a scris mai multe cărți pe această temă.

## Lucrări
- Fine, John Van Antwerp Jr. (1975). The Bosnian Church: A New Interpretation: A Study of the Bosnian Church and Its Place in State and Society from the 13th to the 15th Centuries. Boulder: East European Quarterly. ISBN 9780914710035.
  - Fine, John Van Antwerp Jr. (2007) [1975]. The Bosnian Church: Its Place in State and Society from the Thirteenth to the Fifteenth Century. London: Saqi Books. ISBN 9780863565038.
- Fine, John Van Antwerp Jr. (1983). The Early Medieval Balkans: A Critical Survey from the Sixth to the Late Twelfth Century. Ann Arbor, Michigan: University of Michigan Press. ISBN 9780472100255.
  - Fine, John Van Antwerp Jr. (1991) [1983]. The Early Medieval Balkans: A Critical Survey from the Sixth to the Late Twelfth Century. Ann Arbor, Michigan: University of Michigan Press. ISBN 0472081497.
- Fine, John Van Antwerp Jr. (1987). The Late Medieval Balkans: A Critical Survey from the Late Twelfth Century to the Ottoman Conquest. Ann Arbor, Michigan: University of Michigan Press.
  - Fine, John Van Antwerp Jr. (1994) [1987]. The Late Medieval Balkans: A Critical Survey from the Late Twelfth Century to the Ottoman Conquest. Ann Arbor, Michigan: University of Michigan Press.
- Donia, Robert J.; Fine, John Van Antwerp Jr. (1994). Bosnia and Hercegovina: A Tradition Betrayed. New York: Columbia University Press. ISBN 9781850652120.
- Fine, John Van Antwerp Jr. (2000). „The Slavic Saint Jerome: An Entertainment”. Cultures and Nations of Central and Eastern Europe: Essays in Honor of Roman Szporluk. Cambridge, Massachusetts: Ukrainian Research Institute. pp. 101–112. ISBN 9780916458935.
- Fine, John Van Antwerp Jr. (2002). „The Various Faiths in the History of Bosnia: Middle Ages to the Present”. Islam and Bosnia: Conflict Resolution and Foreign Policy in Multi-Ethnic States. Montreal & Kingston: McGill-Queen's University Press. pp. 3–23. ISBN 9780773524132.
- Fine, John Van Antwerp Jr. (2005). When Ethnicity did not Matter in the Balkans: A Study of Identity in Pre-Nationalist Croatia, Dalmatia, and Slavonia in the Medieval and Early-Modern Periods. Ann Arbor, Michigan: University of Michigan Press. ISBN 0472025600.

## Legături externe
- V.A. Fine Jr., John's "Michigan University Department of History" page
- John Van Antwerp Fine Jr. at Open Library
- John Fine reviews Bosnia by Noel Malcolm. London Review of Books (28 April 1994).

## Vezi și
- Michael Angold